# Alexandru Andrițoiu
Alexandru Andrițoiu (n. 8 octombrie 1929, Vașcău, județul Bihor – d. 1 octombrie 1996, București) a fost un poet și traducător român.
Debutul în presă și l-a făcut în 1949, la ziarul „Lupta Ardealului” din Cluj, iar mai târziu a debutat și în presa culturală la „Almanahul literar”, unde a fost angajat și corector.
După ce, în 1961, a absolvit Școala de Literatură și Critică Literară „Mihai Eminescu”, a lucrat în redacțiile a diferite reviste, precum „Contemporanul”, „Luceafărul”, „Gazeta Literară”, „Viața militară”.
Din 1965 a devenit redactor-șef al revistei „Familia” din Oradea, funcție pe care a rămas timp de aproape 25 de ani, de la primul număr până în 1989.
Bun cunoscător de poezie, Alexandru Andrițoiu a alcătuit antologii și a tradus din lirica rusă, maghiară, greacă, vietnameză etc.
Scrie poezie oportunista. De exemplu, in revista Securitatea, nr. 3 din 1968, publica un poem omagiu adus securistului, alias "eroul anonim", care se incheie cu versurile: 
"Nenduplecat, dar plin de omenie
De sarbatoarea lui ai vrea sa-i spui
O vorba calda si de bucurie
Caci el, e comunistul care stie
Sa asculte inima partidului
In maretia simplitatii lui. "

## Distincții
- Ordinul Muncii clasa a III-a (10 august 1964) „pentru merite deosebite în opera de construire a socialismului, cu prilejul celei de a XX-a aniversări a eliberării patriei”[6]
- Ordinul „Meritul Cultural” clasa a IV-a (25 decembrie 1967) „pentru merite deosebite în opera de construire a socialismului, cu prilejul celei de-a XX-a aniversări a proclamării Republicii”[7]

## Opera
Perioada în care scrie versuri realist-socialiste:
- În țara moților se face ziuă, București, ESPLA, 1953,
- Dragoste și ură, București, Editura Tineretului, 1957,
- Porțile de aur, București, Editura Tineretului, 1958,
- Cartea de lângă inimă, București, Editura Militară, 1959,
- File de cronică, București, Editura Tineretului, 1962

După ce s-a eliberat de responsabilități propagandistice:
- Constelația lirei, București, Editura Eminescu, 1963,
- Vârful cu dor, București, Editura Tineretului, 1964,
- Elixirul tinereții , CPSF 223-224, 1964- nuvelă SF
- Simetrii, București, Editura Eminescu, 1970,
- Euritmii, București, Editura Eminescu, 1972,
- Aur, București, Editura Albatros, 1974,
- Poeme noi, București, Editura Cartea Românească, 1984,
- Versuri, F., 1987,

Ca traducător a publicat traduceri din Rainer Maria Rilke (Poemele franceze), N. Zidarov, I. Utkin și Horvath Imre

A realizat atât singur cât și în colaborare cu alți scriitori antologii de poezie:
- Antologie de poezie canadiană de limbă franceză (1976),
- Antologie de poezie vietnameză clasică și contemporană (1980),
- Antologie de poezie chineză modernă (1990).

A publicat o carte de călătorii prin țară:
- Curcubeu peste Carpați, 1987,

Și o alta, de călătorii prin Orientul Îndepărtat:
- Prin țara dimineților liniștite, Editura Sport-turism, 1989

A realizat scenariile filmelor:
- Șah la rege, 1965
- Cine va deschide ușa, 1967[10],
- Elixirul tinereții (1975) - împreună cu Nicolae Ștefănescu și Beno Meirovici